# Seshego
Seshego est un township de la municipalité locale de Polokwane, dans la province du Limpopo, en Afrique du Sud.
En 2011, la localité compte une population de 83 863 habitants.